# Сербская кампания Первой мировой войны
Сербская кампания — важная кампания Первой мировой войны, длившаяся с 28 июля 1914, когда Австро-Венгрия вторглась в Сербию в начале Первой мировой войны, до конца войны 3 ноября 1918. Фронт проходил от Дуная до южной Македонии. В войну были втянуты практически все страны региона.
Королевство Сербия потеряло 1,5 миллиона жителей в течение войны (и военные и гражданские потери), что составляло 33 % её населения.

## Ход кампании

### 1914

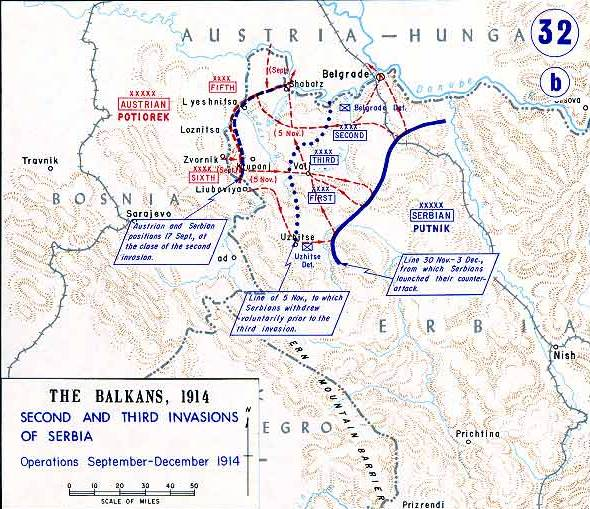
Театр военных действий в 1914 году.

Первая мировая война началась 28 июля 1914 года, когда Австро-Венгрия объявила войну Сербии. В обеих странах началась массовая мобилизация войск, и 12 августа начались боевые действия, когда австрийская армия пересекла границу Сербии. Австрийцы из-за разрыва на два фронта: восточный (где приходилось воевать с Россией) и южный (с Сербией) бросили на Сербию в начале военных действий относительно небольшие силы. Общее число австрийцев составляло 200 тысяч, сербские же силы были немного больше, но они были хуже вооружены.
Однако Австро-Венгрия имела третье по численности население в Европе, почти в двенадцать раз большее, чем население Королевства Сербии (это был основной резерв австрийцев). И Российская империя, не только ограниченная Австро-Венгрией, но также и Германской империей и Турцией, не могла бросить все силы на защиту Сербии. Поэтому дела сербов уже к концу 1914 года складывались очень плохо.

#### Битва при Цере и битва на Дрине
Не раз австрийцы пытались прорвать оборону сербов, но это им не удавалось весь 1914 год. Сербия провела ответную наступательную операцию в южной Боснии в сентябре 1914 года, но силы сербов были очень малы.
Австро-венгерская армия начала новое мощное контрнаступление 6 сентября. Сербы отошли под давлением и наконец эвакуировались, покинув столицу, Белград, 30 ноября. Австро-венгерская армия вступила в город 2 декабря.

#### Битва при Колубаре
Воевода Путник правильно заметил, что австрийские силы были ослаблены и 3 декабря произвёл полное контрнаступление сербской армии (иногда называемое Сражением Колубара). Сражение продолжалось в течение трёх дней, пока австрийский генерал Потиорек не отступил назад, за реку, на австрийскую территорию. Сербская Армия вернула Белград 15 декабря.
Первая стадия войны против Сербии закончилась без изменения в границах, но потери обеих сторон были значительны. Австрийская армия потеряла 227 000 (полные силы, используемые в кампании — 450 000 солдат). Сербские потери составили 170 000. Австрийский генерал Потиорек был отстранён от командования и заменён эрцгерцогом Евгением. На сербской стороне смертельная эпидемия сыпного тифа убила тысячи сербских гражданских жителей в течение зимних месяцев (декабрь 1914 года).
7 декабря 1914 года Народная скупщина Сербии приняла Нишскую декларацию, в которой в качестве цели войны провозглашалось создание единого государства сербов, хорватов и словенцев.

### 1915
В связи с ухудшившимся военным положением Османской империи, в начале 1915 года начальник германского Генштаба Эрих фон Фалькенхайн убедил начальника генерального штаба австро-венгерских войск Франца Конрада фон Хётцендорфа в необходимости покорения Сербии, дабы иметь железнодорожное сообщение с турецкой столицей Константинополем. Для достижения этой цели необходимо было задействовать также Болгарию. В сентябре 1915 года Болгария решила выступить за Германию. На то было множество причин: желание реванша над Сербией после 2-й Балканской войны, натиск многочисленных и влиятельных беженцев из Македонии, происхождение болгарского короля Фердинанда I из немецкой Саксен-Кобург-Готской династии и пр. 23 сентября в Болгарии началась общая мобилизация.

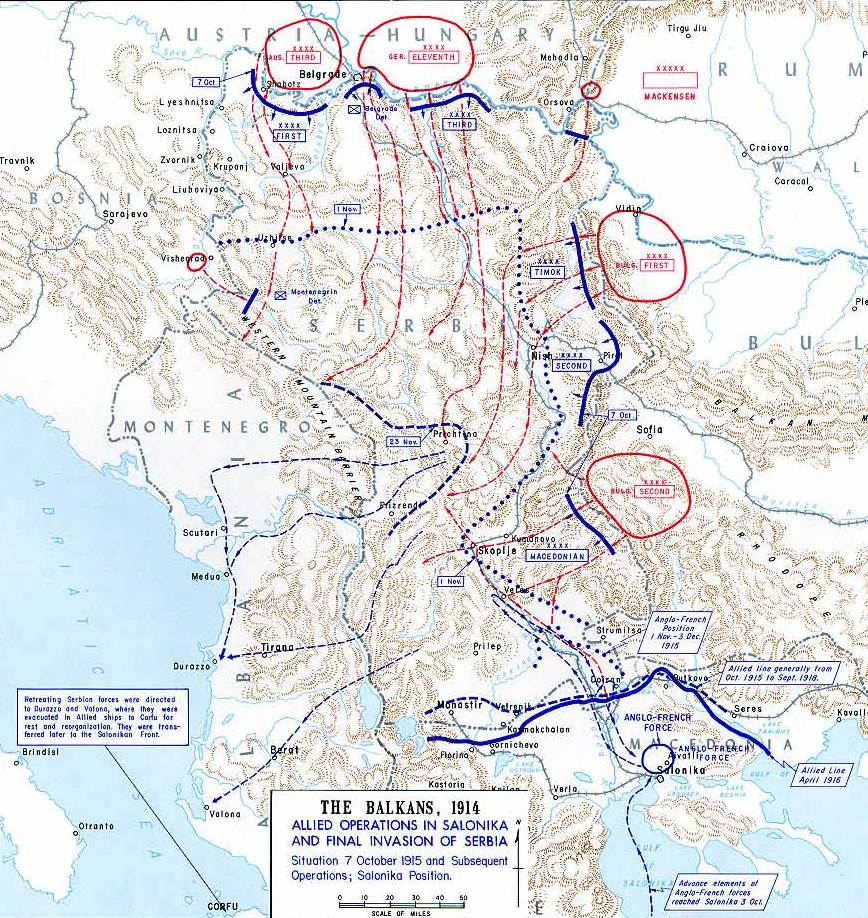
Завоевание Сербии в 1915.

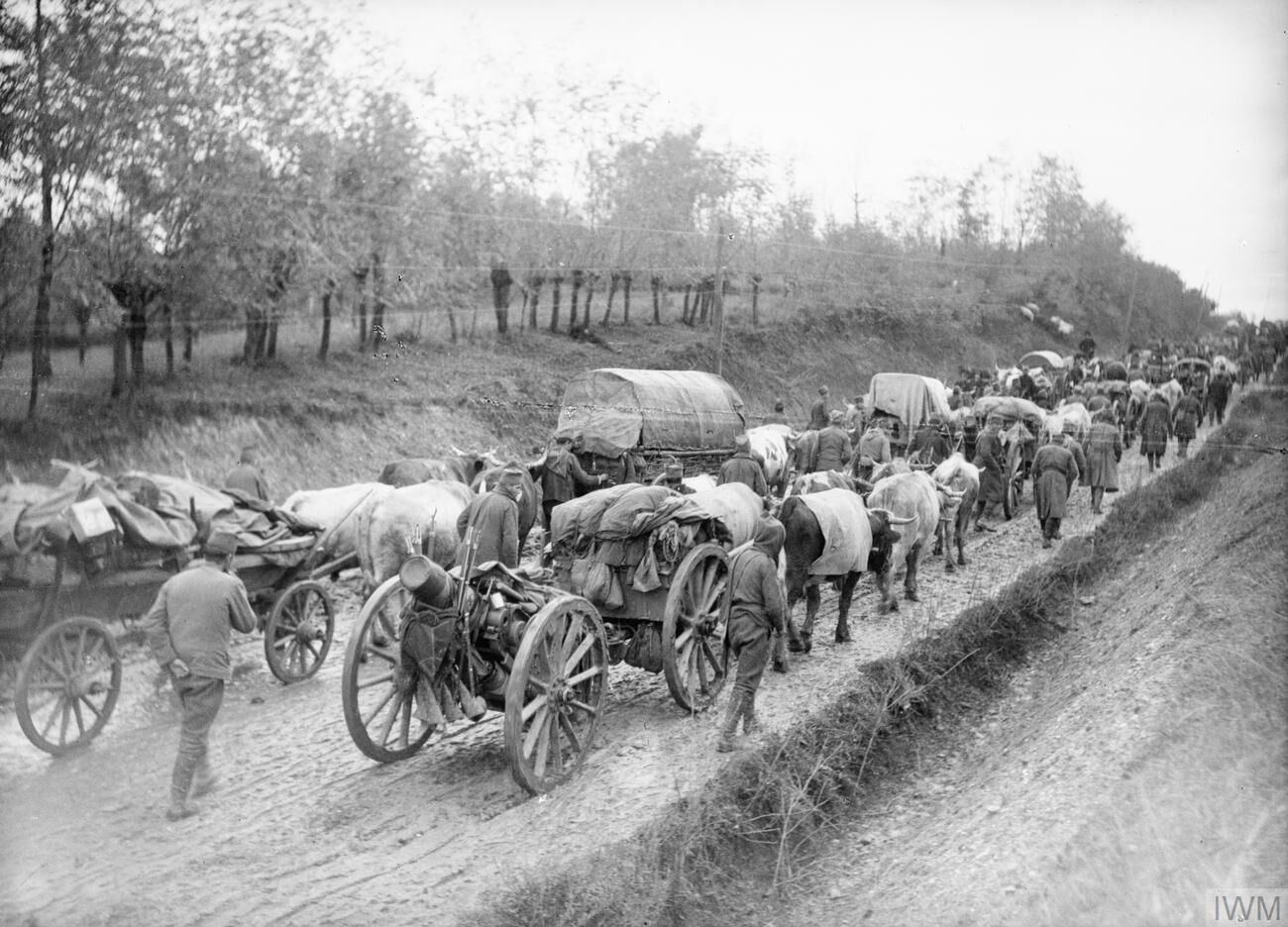
Эвакуация сербской армии в Албанию, 1915.

В октябре 1915 года командующим группой армий, состоявших из германских, австро-венгерских и болгарских войск, сосредоточенных против Сербии, был назначен генерал-фельдмаршал Август фон Макензен. Всего под его командованием было сосредоточено 14 германских и австро-венгерских (по Саве, Дунаю, Дрине) и 6 болгарских (по восточной границе Сербии) дивизий. 7 октября 1915 года начал форсирование Савы и Дуная на фронте Шабац-Рама. 9 октября войска Макензена взяли Белград. 10 ноября части 11-й армии взяли Ниш и соединились с 1-й болгарской армией. В результате проведенной операции к началу декабря вся территория Сербии была оккупирована. Трагический отход разбитых частей сербской армии с огромными массами беженцев, без провианта и тёплой одежды по зимним горам и бездорожью сопровождался большими жертвами и лишениями, получив в литературе наименование «Сербской Голгофы». Остатки сербской армии отошли в Албанию, откуда были эвакуированы на союзных кораблях на остров Корфу.
Впоследствии части сербской армии воевали на Салоникском фронте.

### 1916-1918
В 1917 году состоялось Топлицкое восстание сербов, которое освободило на короткое время область между горами Копаоник и рекой Южная Морава. Восстание было подавлено совместными усилиями болгарских и австрийских войск в конце марта 1917 года.
Салоникский фронт сначала был в основном статичным. Французские и сербские войска отвоевали ограниченную область Македонии — Битолу 19 ноября 1916 в результате кровопролитной наступательной Монастирской операции, которая привела к стабилизации фронта.
Сербские и французские войска, наконец, прорвали фронт, после чего большинство немецких и австро-венгерских войск отступило. Этот прорыв был значительным в победе над Болгарией и Австро-Венгрией, что привело к окончательной победе в мировой войне. Болгары потерпели единственное поражение в войне в битве при Добро Полем, но за несколько дней позже они решительно победили британские и греческие войска в Дойранской битве, благодаря чему избежали оккупации. После прорыва союзников Болгария капитулировала 29 сентября 1918. Пауль фон Гинденбург и Эрих Людендорф пришли к выводу, что стратегический и оперативный баланс теперь смещается решительно против Центральных держав и на следующий день после болгарского краха, во время встречи с представителями правительства, настаивали на срочном мирном урегулировании.
Исчезновение Салоникского фронта означало, что дорога на Будапешт и Вену теперь открыта для 670 000 солдат армии генерала Франше д´Эспере, которая после болгарской капитуляции лишила Центральные державы 278 пехотных батальонов и 1500 орудий (эквивалент от 25 до 30 немецких дивизий), которые раньше держали фронт немецкое верховное командование отправило только семь пехотных и одну кавалерийскую дивизию, но этих сил были далеко не достаточно для стабилизации фронта.
Сербская армия, опираясь на поддержку британских и французских войск, освободила Сербию за две недели до конца войны, после окончания войны ею были получены под контроль Срем, Бачка, Баранья, Восточная Славония, Босния и Герцеговина и восточная Далмация.